# Cayetano Ripoll
Cayetano Antonio Ripoll (Solsona, 22 de enero de 1778 - Valencia, 31 de julio de 1826) fue maestro de escuela español. Acusado de no creer en los dogmas católicos, fue condenado a muerte por hereje en Valencia y ahorcado el 31 de julio de 1826. 
Se ha afirmado que fue la última víctima de la Inquisición española, aunque no fue condenado por el Santo Oficio (porque en 1826 no existía, ya que no había sido restablecido por Fernando VII tras el fin del Trienio Liberal), sino por la Junta de Fe de la diócesis de Valencia, que había sido creada por el arzobispo Simón López para que ejerciera las funciones del extinguido tribunal. El proceso y ejecución de Cayetano Ripoll causó un gran escándalo en toda Europa, aunque en España quedó casi oculto debido a la censura de prensa. Fue el último ejecutado en España por el llamado delito de herejía, mientras que la última persona condenada a muerte por la Inquisición fue una mujer, María de los Dolores López, que en 1781 fue estrangulada a garrote vil en Sevilla y su cadáver arrojado a la hoguera.

## Biografía

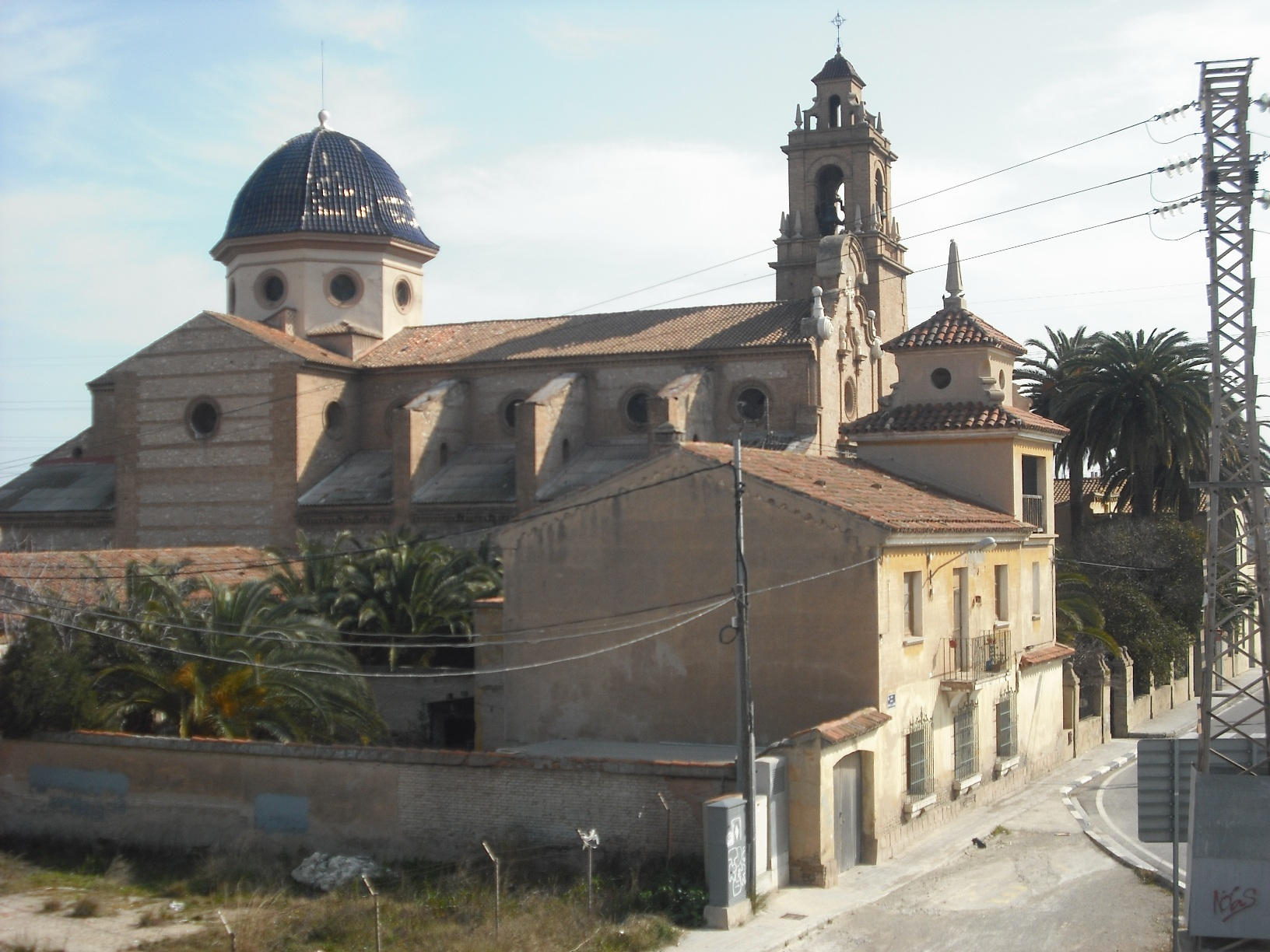
Iglesia de la Concepción en el barrio de La Punta (antigua partida del municipio de Ruzafa, posteriormente integrado en la ciudad de Valencia), donde ejerció como maestro Cayetano Ripoll.

Nacido en Solsona en 1778, se educó en Barcelona, donde aprendió «la gramática y algo de filosofía» y trabajó en una casa de comercio. Luchó contra los franceses en la Guerra de la Independencia como oficial de infantería; fue hecho prisionero y llevado a Francia.
 En Francia se relacionó con un grupo de cuáqueros.
Licenciado del ejército a finales de 1823, se puso a enseñar las primeras letras a los niños de la huerta de Ruzafa, municipio muy próximo a Valencia (hoy un barrio céntrico de la ciudad). Los hortelanos del lugar lo conocían como «el mestre Polserut», posiblemente por su aspecto: era alto y robusto, de barba negra y cabellos largos. La escuela donde enseñaba era una barraca construida por los propios vecinos y también daba clases particulares. No comía carne porque, según decía, «es triste que haya que matar a los animales para que vivan los hombres». Según Josep Fontana, «Ripoll era respetado por su honradez y desinterés, pero no daba muestras de aquella piedad ceremoniosa y externa que los ultras exigían; cuando Mariana Gabino [una lavandera a cuyos hijos daba clase] le preguntó por qué no iba a misa, Ripoll le replicó que sabía más que los curas».
Según consta en el informe que el arzobispo de Valencia envió al nuncio, Ripoll se había «establecido con el encargo de maestro de escuela en la parroquia de Ruzafa, extramuros de la ciudad [de Valencia], partida del Perú o Ensilvestre», que era una zona de huerta que hoy, integrada en la ciudad de Valencia, se conoce con el nombre de La Punta. Fue denunciado por algunos vecinos de la zona, «analfabetos en su mayoría, [que] no entendían por qué no seguía los rituales tradicionales del catolicismo, a pesar de la bondad, el desprendimiento y el amor a sus semejantes de que siempre hizo gala, según los testimonios recogidos por algunos de sus coetáneos».
Fue detenido en octubre de 1824 y durante los dos años que permaneció en una antigua cárcel inquisitorial de la ciudad de Valencia no quiso «rectificar en su alma las verdaderas ideas de nuestra santa religión, para restituirla a la creencia católica», según el informe del presidente de la Junta de Fe de la diócesis de Valencia, Miguel Toranzo, antiguo inquisidor. En el informe que envió al nuncio, el arzobispo de Valencia decía que Ripoll:

No creía en Jesucristo, en el misterio de la Trinidad, en el de la Encarnación del Hijo de Dios, en el de la Sagrada Eucaristía, ni en la Virginidad de María Santísima, ni en los Santos Evangelios ni en la infalibilidad de la Santa Iglesia Católica, Apostólica, Romana; no cumplía el precepto pascual, impedía a los niños dijesen 'Ave María Purísima' y que hiciesen la señal de la cruz, que no era necesario oír misa para salvarse y retraía a los mismos a dar la debida adoración al Señor Sacramentado, cuando era llevado para administrar el viático a los enfermos.

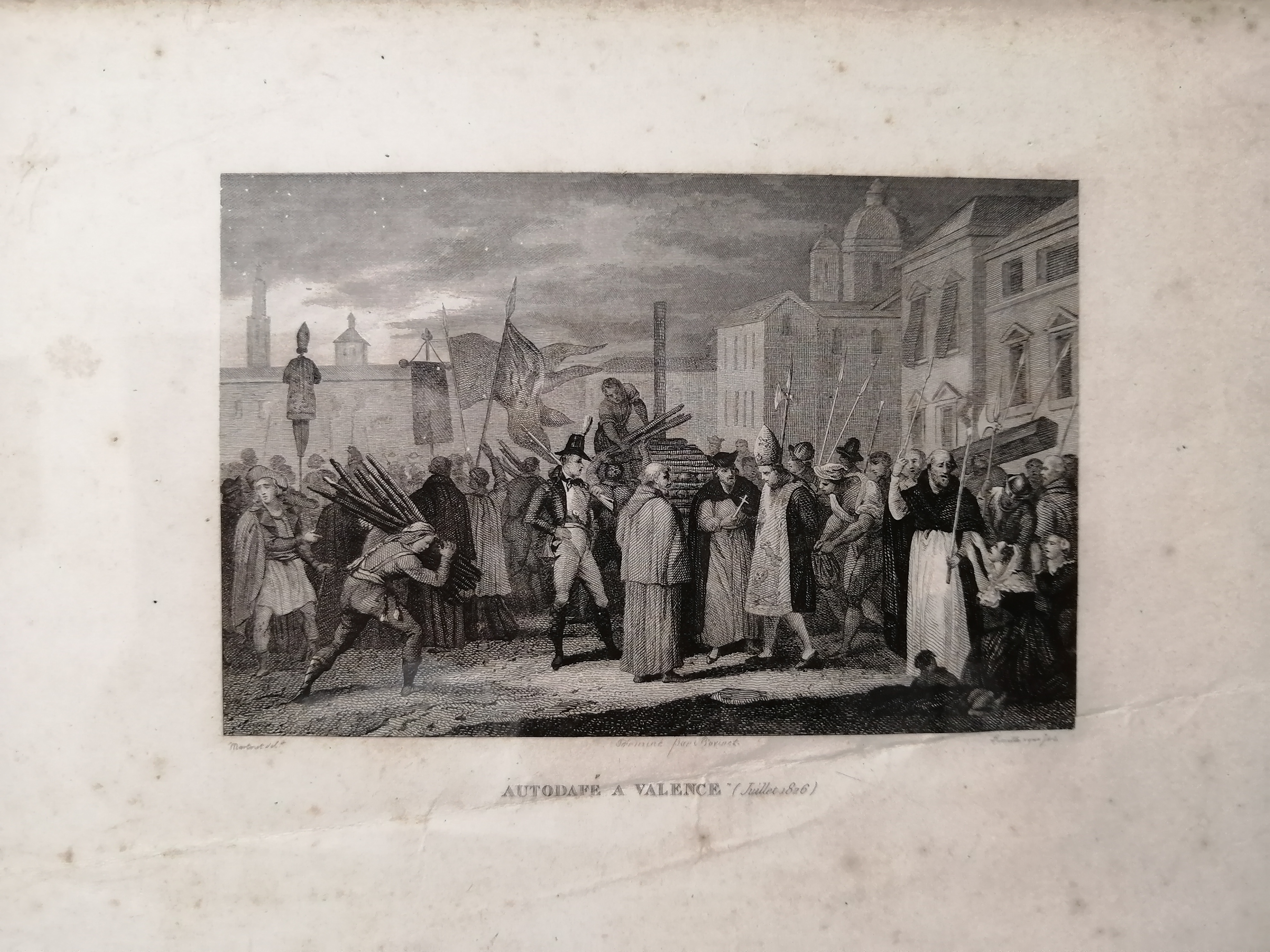
Grabado titulado «Autodafé a Valence (Juillet 1826)» que supuestamente reproduciría la ejecución por herejía de Cayetano Ripoll, pero que en realidad representa un auto de fe de la Inquisición (el reo lleva un sambenito y va a ser quemado en la hoguera). Ripoll fue ahorcado por una sentencia de la Junta de Fe de la diócesis de Valencia y su cadáver solo fue "quemado" simbólicamente. La ejecución de Ripoll tuvo lugar en la plaza del Mercado de Valencia, y los edificios, seguramente inventados, que aparecen en el grabado no son los de esa céntrica plaza de la ciudad.

Al final de los largos interrogatorios a los que fue sometido su acusador afirmó que, pese a negar los cargos, «tácitamente los confiesa». Para poder aplicarle la pena capital se recurrió a la ley medieval de las Partidas que condenaba a muerte a los cristianos que hubieran abjurado de su fe para hacerse judíos o herejes. Se le sentenció a morir colgado en la horca y a ser quemado, pero como «en el día en ninguna nación de Europa se quema o materialmente se condena a las llamas a los hombres», la quema «podrá figurarse pintando varias llamas en un cubo, que podrá colocarse por manos del ejecutor bajo del patíbulo ínterin permanezca en él el cuerpo del reo y colocarlo, después, de sofocado, en el mismo».
La condena fue dictada por el Tribunal de la Fe diocesano por hereje contumaz y relajado a la justicia ordinaria. La Audiencia de Valencia, a pesar de no contar con la autorización del rey, dictó y ejecutó la sentencia el 31 de julio de 1826. Fue ahorcado en la plaza del Mercado de Valencia donde había instalado permanentemente un patíbulo. Se metió el cadáver en la cuba pintada con unas llamas, tal como había ordenado el tribunal, y fue arrojada al río Turia desde un puente, en medio de los gritos y las burlas de los presentes. Permaneció allí todo el día hasta que el cadáver lo recogieron los «hermanos de Paz y Caridad» y fue «enterrado en el lugar destinado a tales reos [condenados por herejía], fuera del cementerio», tal como relató el presidente de la Junta de Fe. «Ripoll fue "entregado a las llamas", al infierno, como en otro tiempo se hacía con los herejes contumaces», afirman Emilio La Parra López y María Ángeles Casado.
Según una versión de 1835, la cuba con el cadáver fue quemada en el antiguo Cremador de la Inquisició (crematorio de la Inquisición), próximo al puente de San José, precisamente donde se encuentra en la actualidad el Centro Comercial Nuevo Centro, en la parte recayente al antiguo cauce del río Turia.
La noticia de la ejecución de Ripoll por herejía causó un gran escándalo en el resto de Europa. El diario The Times de Londres explicó la historia de la muerte de ese hombre que «según todas las noticias, era una persona caritativa que daba a los pobres todo lo que no le era absolutamente necesario; acostumbraba a ir a las casas de los pobres a enseñar a sus hijos gratuitamente, y con muchos otros actos de esta misma naturaleza mostraba que había entendido bien el verdadero sentido de la religión y que la practicaba». El nuncio en España intentó justificar lo sucedido alegando que Ripoll era un «deísta fanático» que corrompía a la gente con su falsa virtud. Por su parte, el arzobispo de Valencia felicitó al presidente de la Junta de Fe Miguel Toranzo y expresó su deseo de que la muerte de Ripoll sirviese «de escarmiento para unos y de lección para otros».

## Memoria histórica
Actualmente existe en Valencia una plaza, la Plaça del Mestre Ripoll, dedicada a su figura al final de la avenida Vicente Blasco Ibáñez con frondosos árboles.